# Karlheinz Suermondt
Karlheinz Suermondt (* 4. Juni 1922 in München; † 16. Februar 2011 in Freiburg im Breisgau) war ein deutscher Manager.

## Werdegang
Suermondt wurde als Sohn des Kaufmanns J. A. Suermondt geboren. Er studierte Rechtswissenschaft und Medizin an der Universität München und legte im Dezember 1950 an deren Medizinischer Fakultät seine Promotionsschrift vor.
Seine berufliche Laufbahn begann er bei dem Pharmaunternehmen Schering AG, wo er in leitender Funktion in den Niederlassungen in Ägypten und Mexiko tätig war. 1961 wechselte er zum Arzneimittelhersteller Gödecke in Freiburg und rückte dort 1962 zum Vorstandsvorsitzenden auf. Unter seiner Leitung trennte sich das Unternehmen von ihrer Kosmetiksparte und konzentrierte sich völlig auf das Pharmageschäft, das kontinuierlich wuchs. Als Suermondt sich 1986 aus dem operativen Geschäft zurückzog, lag der Umsatz bei etwa 400 Millionen D-Mark. Das Unternehmen beschäftigte 1600 Mitarbeiter. Bis 1992 blieb er Aufsichtsratsvorsitzender.

## Ehrungen
- 1982: Verdienstkreuz 1. Klasse der Bundesrepublik Deutschland
- 1985: Verdienstmedaille des Landes Baden-Württemberg
- 19. Mai 1994: Universitätsmedaille der Albert-Ludwigs-Universität Freiburg „in Würdigung seiner Verdienste als langjähriger Vorsitzender des Verbands der Freunde der Universität“